# Marco Palmezzano

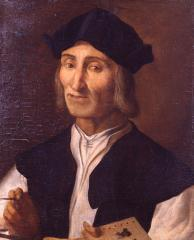
Marco Palmezzano, Autorretrato.

Marco Palmezzano (Forli entre 1459 y 1463-1539) fue un pintor y arquitecto renacentista italiano.

## Biografía
Nació en Forli entre los años 1459 y 1463. Su formación se desarrolló en el taller de Melozzo da Forlì, llegando a firmar sus primeras obras como "Marcus de Melotiis", es decir Marco de Melozzo. De él aprendió la impostación monumental de las figuras. Trabajó junto a él en la decoración de la capilla del Tesoro en el Santuario de la Santa Casa de Loreto.
A este primer periodo pertenece la Crucifixión de la Pinacoteca Cívica de Forli.
En 1495 se le documenta en Venecia, donde abrió un taller. Allí aprendió el gusto por los paisajes y la luminosidad.
En 1501 se trasladó a Matelica para realizar la tabla Madonna con el Niño y los santos Francisco y Catalina.
En sus últimos años Palmesano trabajó en su ciudad natal, donde siguió trabajando en obras como la Comunión de los apóstoles.

## Obras

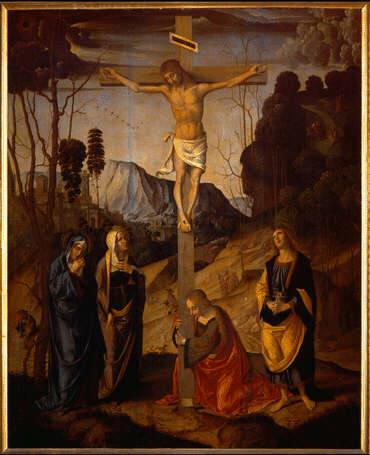
Crucifixión, (Uffizi, Florencia)

- Bautismo de Cristo, de datación incierta, conservado en la National Gallery of Victoria de Melbourne.
- Madonna con Niño en el Trono, entre tres ángeles y cuatro santos, de la Iglesia de Santa María de los Ángeles de Brisighella.
- Adoración de los Magos, conservada en la Colegiata de San Miguel Arcángel de Brisighella